# (9315) Weigel
(9315) Weigel ist ein Asteroid des Hauptgürtels, der am 13. August 1988 vom deutschen Astronomen Freimut Börngen an der Thüringer Landessternwarte Tautenburg (Sternwarten-Code 033) in Thüringen entdeckt wurde.
Der Asteroid wurde am 2. Februar 1999 anlässlich seines 300. Todestages nach dem deutschen Mathematiker, Astronomen, Pädagogen und Philosophen Erhard Weigel (1625–1699) benannt, der sich Verdienste um die Vereinheitlichung des Kalendersystems zwischen katholischen und protestantischen Ländern erwarb.